# Chemin de fer d'Odessa
Le Chemin de fer d'Odessa , en russe : Одесская железная дорога, est une compagnie ferroviaire de l'Empire Russe créée en 1874.

## Histoire
La compagnie Odessa-Parkany Eisenbahngesellschaft est créée en 1865. En 1871, elle fusionne avec la compagnie Kyiv-Balta pour devenir le chemin de fer Odessa-Balta. En 1874 la compagnie absorbe les compagnies : chemin de fer à vapeur du port d'Odessa et les chemins de fer de Kishinev pour former le chemin de fer d'Odessa.
En 1879, elle a fusionné avec le chemin de fer Kyiv-Brest pour former le chemin de fer Brest-Odessa. La société est nationalisée en 1895.

## Caractéristiques

### Gares et haltes
- 3 décembre 1865 création de la gare Rasdelnaja–Birsula
- en 1865-1873 : exploitation de la ligne Razdelnaya - Kuchurgan - Tiraspol - Parkany - Bender - Chișinău  -Korneschty  créée par les chemins de fer de Chisinau.
- en 1867–1868 : la ligne Balta – Golta – Znamenka ouverte par le chemin de fer Kyiv-Balta.
- en 1871 : la ligne Balta – Birsula ouverte par le chemin de fer Kyiv-Balta.
- en 1874 : la ligne Ungheny – Jassy ouverte par le chemin de fer Odessa-Balta.
- en 1875 : la ligne Korneshty – Ungeny ouverte par le chemin de fer Odessa-Balta.
- en 1873 la ligne : Brest – Białystok – Grajewo ouverte par le chemin de fer Brest-Grajewo.
- en 1877  la ligne : Bendery - Reni - Galati ouverte par le chemin de fer Bendery-Galatzer.